# ジョン・リーク

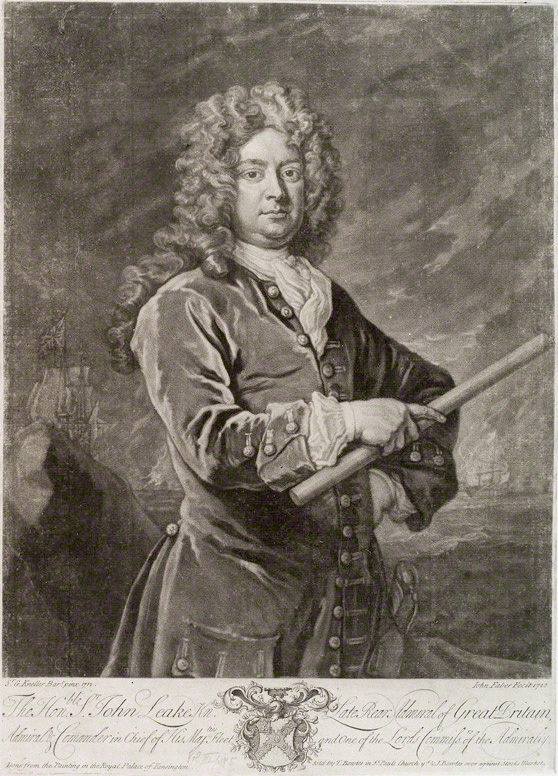
サー・ジョン・リーク

サー・ジョン・リーク（Sir John Leake, 1656年7月4日 - 1720年8月21日）は、イギリスの軍人・政治家。イギリス海軍で台頭して海軍卿まで上り詰め多くの戦功を残した。
ロンドンのロザーハイズで砲兵隊長リチャード・リークの息子として生まれた。海軍に入隊して1689年に勃発したウィリアマイト戦争ではフリゲート艦長を務め、ジャコバイトに包囲されたロンドンデリーの救援隊を護衛してロンドンデリーの解放に一役買った（ロンドンデリー包囲戦）。大同盟戦争ではアーサー・ハーバート、エドワード・ラッセルの指揮下でバントリー湾の海戦（1689年）、ビーチー・ヘッドの海戦（1690年）、バルフルール岬とラ・オーグの海戦（1692年）に加わった。
スペイン継承戦争が始まるとアメリカ植民地戦争（アン女王戦争）に出向くよう指令を受け、1702年にフランス植民地のニューファンドランドへ奇襲、敵の船を51隻拿捕という大戦果を挙げてイングランドへ帰国（ニューファンドランド遠征）、帰国後は海軍少将、海軍中将へ昇進した。1704年からは地中海に転属して海軍元帥ジョージ・ルークの指揮下に入りジブラルタルを占領、マラガの海戦でフランス・スペイン連合艦隊と戦った。1705年にマルベラの海戦でジブラルタル奪還に向かったフランス艦隊を蹴散らし、同年にルークが帰国した後はクラウズリー・ショヴェルの配下として地中海に留まった。
イングランド政府の指令でピーターバラ伯チャールズ・モードントとショヴェルがカタルーニャの首都バルセロナ奪取に向けた共同作戦を取るとピーターバラの軍をバルセロナまで運び出し、ピーターバラは第1次バルセロナ包囲戦でバルセロナを落とし、カタルーニャをイングランド・オーストリア同盟軍の根拠地とした。1706年にスペイン王フェリペ5世とフランスの将軍テッセ伯ルネ・ド・フルーレがスペイン王位候補者カール大公が籠城するバルセロナを包囲すると、ジブラルタルからバルセロナ救援に向かいバレンシアに駐屯したピーターバラを乗せてバルセロナを救った（第2次バルセロナ包囲戦）。包囲解除後はカルタヘナ・アリカンテを落としている。
1707年、イングランドへの帰国途中にショヴェルが嵐で遭難死すると地中海艦隊司令長官となり、翌1708年にサルデーニャを攻略、ジェームズ・スタンホープの要請でイギリス軍を乗せてミノルカ島へ出航、上陸を援護してミノルカ島を制圧した（ミノルカ島の占領）。これにより、イギリスはジブラルタルと並んで地中海の制海権確保に役立つ拠点を手に入れた。同年にイギリスへ帰国してケント州ロチェスターから下院議員に選出され1710年に海軍卿となった。
1712年に海軍卿を辞任、1715年にジョージ1世とそりが合わず議員も辞職して引退、1720年にグリニッジで64歳で死去、遺体はステップニーの教会へ埋葬された。リチャード・ヒルの娘クリスティーン・ヒルと結婚していたが、子供がいたかどうかは不明。